# Tian Qing
Dit is een Chinese naam; de familienaam is Tian.
Tian Qing (田卿, Yiyang, 19 augustus 1986) is een Chinees badmintonspeelster.

## Carrière
Tian Qing speelde in het vrouwendubbelspel samen met Zhao Yunlei tot augustus 2015 en daarna samen met Tang Jinhua.
Tian Qing behaalde de overwinning met het Chinees nationaal vrouwenteam op de Aziatische Spelen in 2010 en 2014. Op de Aziatische spelen won ze ook het vrouwen dubbelspel in 2010 en behaalde ze brons in het vrouwen dubbelspel in 2014.
In 2012 behaalde Tian Qing een gouden medaille op de Olympische Zomerspelen in Londen, samen met Zhao Yunlei in het vrouwen dubbelspel. Samen met Zhao Yunlei werd ze ook tweemaal wereldkampioen in het vrouwen dubbelspel (2014, 2015) en behaalde ze zilver op het WK 2011 en brons op het WK 2013.

## Medailles op Olympische Spelen en wereldkampioenschappen
| Logo van de Olympische Spelen | Onderdeel          | Resultaat |
| ----------------------------- | ------------------ | --------- |
| 2012                          | Vrouwen dubbelspel | Goud      |
| WK                            | Onderdeel          | Resultaat |
| 2011                          | Vrouwen dubbelspel | Zilver    |
| 2013                          | Vrouwen dubbelspel | Brons     |
| 2014                          | Vrouwen dubbelspel | Goud      |
| 2015                          | Vrouwen dubbelspel | Goud      |

1992: Hwang Hye-young & Chung So-young ·
1996: Ge Fei & Gu Jun ·
2000: Ge Fei & Gu Jun ·
2004: Zhang Jiewen & Yang Wei ·
2008: Yu Yang & Du Jing ·
2012: Tian Qing & Zhao Yunlei  ·
2016: Misaki Matsutomo & Ayaka Takahashi ·
2020: Greysia Polii & Apriyani Rahayu ·
2024: Chen Qingchen & Jia Yifan